# ليه جاكوبسن
ليه جاكوبسن (بالدنماركية: Lis Jacobsen)‏ هي مترجمة ومؤرخة دنماركية، ولدت في 29 يناير 1882 في كوبنهاغن في الدنمارك، وتوفيت في 18 يونيو 1961 في Hellerup ‏.